# Ann-Kristin Schevelew
Ann-Kristin Birgitta Schevelew, född 30 september 1945 i Helsingfors, är en finländsk musikredaktör. Hon har arbetat på Rundradion sedan 1960-talet. Känd från programmen Språklådan, Öronfröjd (tillsammans med Jan Granberg) och Musikväktarna (tillsammans med Leif Nystén) i Yle Vega samt Solo i Finlands Svenska Television (FST). Ann-Kristin Schevelew har också arbetat som frilansöversättare samt programpresentatör under många år. 2004–2005 ledde hon TV-programmet Verket, ett diskussionsprogram om klassisk musik, i FST. Hon medverkade 1998 i det finländska laget i Musikfrågan Kontrapunkt och bidrog på ett mycket påtagligt sätt till den finländska slutsegern i tävlingen.
1993 fick hon Hugo Bergroth sällskapets-pris för sitt behagliga, okonstlade och personliga språk. 2005 tilldelades hon Nylands svenska kulturfonds pris och 2007 Topeliuspriset tillsammans med Jan Granberg.